# Antoni Benet i Carulla
Antoni Benet i Carulla (Mafet -Agramunt-, Urgell, 1859 - Penelles, Noguera, 1926) fou un hisendat que participà com a delegat de l'Assemblea de Manresa (1892).